# Stalin Rivas
Stalin Rivas   (Puerto Ordaz, 5 d'agost de 1971) és un exfutbolista veneçolà de la dècada de 1990.
Fou 34 cops internacional amb la selecció de Veneçuela.
Pel que fa a clubs, fou jugador, entre d'altres, de Caracas Fútbol Club, Club Deportivo Los Millonarios i Standard Liège.
Trajectòria com a entrenador:
- 2006: Guaros FC
- 2007: Anzoátegui
- 2008: Mineros de Guayana